# Jeru The Damaja
Kendrick Jeru Davis (Brooklyn, Nueva York, 14 de febrero de 1972), más conocido como Jeru The Damaja, es un rapero estadounidense ha trabajado extensamente con Gurú y DJ Premier de Gang Starr, a quienes conoce desde el instituto.
Pasó sus primeros años en el barrio de East New York en Brooklyn, donde empezó rapeando en block parties desde muy joven. La presentación de su estilo hardcore al público de Brooklyn fue en "I'm the Man", un tema de Gang Starr, del álbum Daily Operation. Al año siguiente publicó su primer sencillo, "Come Clean", producido por DJ Premier, y que se convirtió rápidamente en un hit underground.
Publicó su álbum debut, The Sun Rises in the East, en 1994, y fue producido completamente por DJ Premier. Dentro del hip hop, el álbum es considerado un clásico y uno de los álbumes más aclamados de su tiempo. Una de las anécdotas más curiosas del álbum no viene precisamente de sus canciones, sino de la portada del álbum, donde aparece el World Trade Center en llamas, antes, lógicamente, de que sucediera los trágicos ataques de los atentados del 11 de septiembre de 2001. Las letras de Jeru en The Sun Rises in the East, son muy conscientes, sin embargo fueron criticadas por el grupo The Fugees, en especial por la canción "Da Bichez" El miembro de The Fugees, Pras, menciona a Jeru en el tema "Zealots", del álbum del grupo, The Score, con el verso "No matter who you damage, you're still a false prophet" (que en español significa "No importa a quien dañes, sigues siendo un falso profeta"), haciendo referencia al tema de Jeru "You Can't Stop the Prophet", donde se autodenomina como "el profeta". Jeru respondió con algunos versos en el intro del tema "Me or the Papes" y también en el tema "Black Cowboys", sin embargo, en una entrevista aclaró que nunca hubo un "beef" si no que más bien era una cosa del Hip-Hop.
Su siguiente trabajo fue Wrath of the Math, lanzado en 1996, otra vez producido completamente por DJ Premier. El álbum también fue ampliamente aclamado, aunque no al mismo nivel que su debut. Al igual que en su primer álbum, Jeru habla de los artistas de hip hop comercial y los sellos discográficos (Death Row y Bad Boy), criticándolos en el tema "One Day" firmó que quisieron ir en distintas direcciones. Se perdió de la escena hip hop hasta 1999, cuando lanzó su tercer álbum, Heroz4Hire, junto a Mizmarvel. Este fue su primer álbum sin la producción de DJ Premier y bajo su entonces recién creado sello KnowSavage Records. Contó con el sencillo "99.9 Pa Cent", donde ataca a Gang Starr. Heroz4Hire fue menos aclamado, debido en mayor parte a la ausencia de DJ Premier. En 1999, colaboró con el grupo de hip hop español, Violadores del Verso, en el tema "Solo quedar consuelo".
Su cuarto álbum, Divine Design, fue lanzado en 2003, y fue su primer álbum lanzado bajo su nuevo sello discográfico, Ashenafi Records. El álbum recibió algo de atención. Su último trabajo fue Still Rising, álbum que fue lanzado el 16 de octubre de 2007.

## Discografía
| Información del álbum |
| --- |
| The Sun Rises in the East - Lanzado: 24 de mayo de 1994 - Posición en la lista Billboard 200: #36 - Posición en la lista R&B/Hip-Hop: #5 - Singles: "Come Clean"/"D Original"/"You Can't Stop the Prophet"    |
| Wrath of the Math - Lanzado: 15 de octubre de 1996 - Posición en la lista Billboard 200: #35 - Posición en la lista R&B/Hip-Hop: #3 - Singles: "Ya Playin' Yaself"/"One Day"/"Me or the Papes"/"Tha Bullshit" |
| Heroz4Hire - Lanzado: 7 de septiembre de 1999 - Posición en la lista Billboard 200: - - Posición en la lista R&B/Hip-Hop: - - Singles: "99.9 Pa Cent"/"Verbal Battle"/"Black Love"                            |
| Divine Design - Lanzado: 23 de septiembre de 2003 - Posición en la lista Billboard 200: - - Posición en la lista R&B/Hip-Hop: - - Singles: "War"/"Rap Wars"/"Don't Get It Twisted"/"Rasta Powers"             |
| Still Rising - Lanzado: 16 de octubre de 2007 - Posición en la lista Billboard 200: - - Posición en la lista R&B/Hip-Hop: - - Singles: -                                                                      |